# آيت الحاج (سيدي عبد الله البوشواري)
آيت الحاج هي إحدى مشيخات المملكة المغربية، تتبع جغرافيا لإقليم شتوكة آيت باها وإداريًا لسيدي عبد الله البوشواري. يقدر عدد سكانها بـ 2569 نسمة حسب الإحصاء الرسمي للسكان والسكنى لسنة 2004.